# Slovenia ai XXI Giochi olimpici invernali

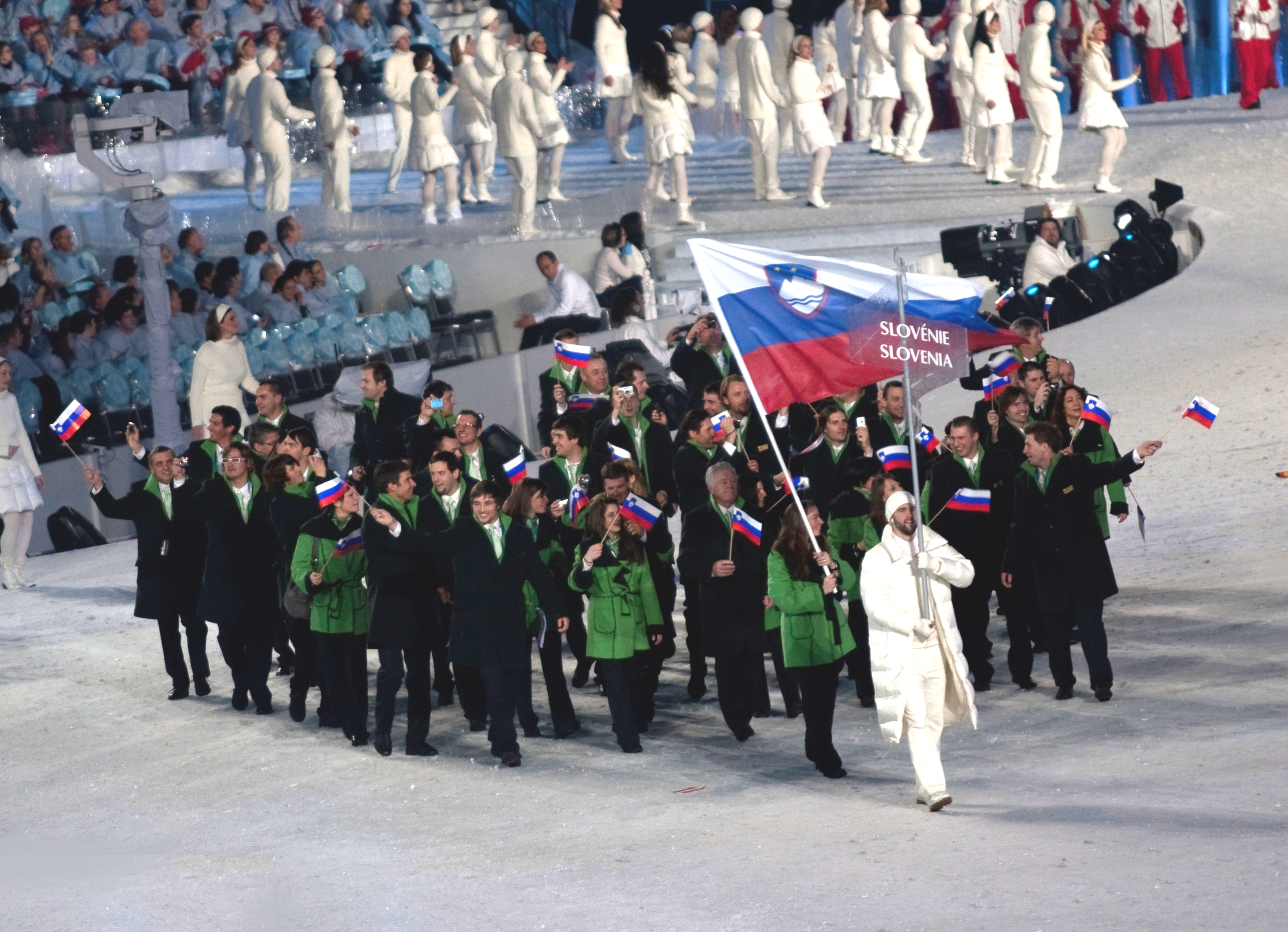
Slovenia

La Slovenia ha partecipato ai XXI Giochi olimpici invernali di Vancouver, che si sono svolti dal 12 al 28 febbraio 2010, con una delegazione di 47 atleti.

## Medaglie
| Sport        | Oro | Argento | Bronzo | Totale |
| ------------ | --- | ------- | ------ | ------ |
| Sci alpino   | 0   | 2       | 0      | 2      |
| Sci di fondo | 0   | 0       | 1      | 1      |
| Totale       | 0   | 2       | 1      | 3      |

| Medaglia | Nome         | Sport        | Evento                              |
| -------- | ------------ | ------------ | ----------------------------------- |
| Argento  | Tina Maze    | Sci alpino   | Supergigante femminile              |
| Argento  | Tina Maze    | Sci alpino   | Slalom gigante femminile            |
| Bronzo   | Petra Majdič | Sci di fondo | Sprint a tecnica classica femminile |

## Biathlon
| Gara                    | Atleta                                           | Penalità     | Tempo d'arrivo | Posizione |
| ----------------------- | ------------------------------------------------ | ------------ | -------------- | --------- |
| 10 km sprint            | Klemen Bauer                                     | 1 (0+1)      | 24'25"2        | 4         |
| 10 km sprint            | Peter Dokl                                       | 0 (0+0)      | 27'21"0        | 58        |
| 10 km sprint            | Janez Marič                                      | 2 (1+1)      | 26'12"5        | 27        |
| 10 km sprint            | Vasja Rupnik                                     | 3 (0+3)      | 27'20"8        | 57        |
| 12,5 km inseguimento    | Klemen Bauer                                     | 1 (1+0+2+2)  | 34'33"8        | 9         |
| 12,5 km inseguimento    | Peter Dokl                                       | 5 (0+3+2+ )  | doppiato       | -         |
| 12,5 km inseguimento    | Janez Marič                                      | 5 (0+1+3+1)  | 37'28"4        | 47        |
| 12,5 km inseguimento    | Vasja Rupnik                                     | 11 (1+2+4+4) | 41'59"2        | 59        |
| 15 km partenza in linea | Klemen Bauer                                     | 5 (2+0+0+3)  | 38'16"9        | 28        |
| 20 km individuale       | Klemen Bauer                                     | 3 (0+2+0+1)  | 52'43"9        | 32        |
| 20 km individuale       | Peter Dokl                                       | 2 (2+0+0+0)  | 56'41"9        | 75        |
| 20 km individuale       | Janez Marič                                      | 5 (1+2+1+1)  | 54'46"4        | 62        |
| 20 km individuale       | Vasja Rupnik                                     | 4 (1+1+1+1)  | 53'49"8        | 49        |
| Staffetta 4x7,5 km      | Peter Dokl Klemen Bauer Vasja Rupnik Janez Marič | 0+6 3+10     | 1h 29'52"4     | 17        |

| Gara                      | Atleta                                                      | Penalità    | Tempo d'arrivo | Posizione |
| ------------------------- | ----------------------------------------------------------- | ----------- | -------------- | --------- |
| 7,5 km sprint             | Tadeja Brankovič                                            | 4 (1+3)     | 23'13"3        | 75        |
| 7,5 km sprint             | Teja Gregorin                                               | 0 (0+0)     | 20'29"2        | 9         |
| 7,5 km sprint             | Andreja Mali                                                | 0 (0+0)     | 21'32"6        | 31        |
| 7,5 km sprint             | Dijana Ravnikar                                             | 1 (0+1)     | 21'49"7        | 37        |
| 10 km inseguimento        | Teja Gregorin                                               | 2 (0+0+1+1) | 31'38"6        | 9         |
| 10 km inseguimento        | Andreja Mali                                                | 2 (1+0+1+0) | 33'53"9        | 33        |
| 10 km inseguimento        | Dijana Ravnikar                                             | 1 (0+0+1+0) | 34'02"7        | 39        |
| 12,5 km partenza in linea | Teja Gregorin                                               | 1 (0+0+0+1) | 35'49"0        | 5         |
| 12,5 km partenza in linea | Andreja Mali                                                | 4 (0+2+0+2) | 38'53"9        | 26        |
| 15 km individuale         | Tadeja Brankovič                                            | 4 (1+1+2+0) | 47'09"5        | 63        |
| 15 km individuale         | Teja Gregorin                                               | 3 (0+1+0+2) | 44'29"1        | 36        |
| 15 km individuale         | Andreja Mali                                                | 0 (0+0+0+0) | 43'14"4        | 19        |
| 15 km individuale         | Dijana Ravnikar                                             | 2 (1+0+0+1) | 44'27"4        | 35        |
| Staffetta 4x6 km          | Dijana Ravnikar Andreja Mali Tadeja Brankovič Teja Gregorin | 0+4 0+2     | 1h 12'02"4     | 8         |

## Combinata nordica
| Gara       | Atleta        | Salto  | Salto | Salto | Fondo   | Fondo            | Posizione |
| Gara       | Atleta        | Lungh. | Punti | Pos.  | Tempo   | Tempo + distacco | Posizione |
| ---------- | ------------- | ------ | ----- | ----- | ------- | ---------------- | --------- |
| NH + 10 km | Gašper Berlot | 99,0   | 119,5 | 13    | 27'15"5 | 28'19"5          | 37        |
| NH + 10 km | Mitja Oranič  | 93,5   | 108,0 | 36    | 25'48"3 | 27'38"3          | 31        |
| LH + 10 km | Gašper Berlot | 112,5  | 89,2  | 32    | 26'57"9 | 29'27"9          | 37        |
| LH + 10 km | Mitja Oranič  | 111,0  | 88,5  | 33    | 27'42"1 | 30'16"1          | 41        |

## Freestyle
| Gara                | Atleta       | Qualificazioni | Qualificazioni | Ottavi | Quarti | Semifinali | Finale |
| ------------------- | ------------ | -------------- | -------------- | ------ | ------ | ---------- | ------ |
| Ski cross maschile  | Filip Flisar | 1'13"46        | 7              | 1      | 2      | 4          | 8      |
| Ski cross femminile | Saša Farič   | 1'20"01        | 16             | 2      | 4      |            |        |

## Pattinaggio di figura
| Gara                  | Atleta         | Breve | Breve | Libero          | Libero          | Totale | Totale |
| Gara                  | Atleta         | Punti | Pos.  | Punti           | Pos.            | Punti  | Pos.   |
| --------------------- | -------------- | ----- | ----- | --------------- | --------------- | ------ | ------ |
| Individuale maschile  | Gregor Urbas   | 53.02 | 27    | non qualificato | non qualificato | 53.02  | 27     |
| Individuale femminile | Teodora Poštič | 43,80 | 27    | non qualificata | non qualificata | 43,80  | 27     |

## Salto con gli sci
| Gara               | Atleta                                              | Qualificazioni | Qualificazioni | Qualificazioni | Finale          | Finale         | Finale          | Finale         | Finale       | Posizione |
| Gara               | Atleta                                              | Lunghezza      | Punti          | Pos.           | Lungh. 1° salto | Punti 1° salto | Lungh. 2° salto | Punti 2° salto | Punti totali | Posizione |
| ------------------ | --------------------------------------------------- | -------------- | -------------- | -------------- | --------------- | -------------- | --------------- | -------------- | ------------ | --------- |
| Trampolino normale | Jernej Damjan                                       | 102,5          | 126,5          | 15             | 93,5            | 108,0          |                 |                | 108,0        | 38        |
| Trampolino normale | Robert Kranjec                                      | prequalificato | prequalificato | prequalificato | 102,0           | 129,0          | 102,5           | 130,5          | 259,5        | 6         |
| Trampolino normale | Primož Pikl                                         | 97,5           | 116,5          | 27             | 97,5            | 117,5          | 97,5            | 117,0          | 234,5        | 24        |
| Trampolino normale | Peter Prevc                                         | 101,5          | 127,0          | 13             | 100,0           | 124,0          | 104,5           | 135,0          | 259,0        | 7         |
| Trampolino lungo   | Jernej Damjan                                       | 129,5          | 121,1          | 23             | 114,0           | 89,7           |                 |                | 89,7         | 33        |
| Trampolino lungo   | Robert Kranjec                                      | prequalificato | prequalificato | prequalificato | 118,5           | 99,3           | 135,5           | 134,4          | 233,7        | 9         |
| Trampolino lungo   | Mitja Mežnar                                        | 120,5          | 101,0          | 39             | 119,0           | 99,7           | 118,5           | 98,8           | 198,5        | 29        |
| Trampolino lungo   | Peter Prevc                                         | 129,5          | 122,1          | 21             | 124,5           | 111,6          | 124,0           | 110,7          | 222,3        | 16        |
| Gara a squadre     | Primoz Pikl Mitja Mežnar Peter Prevc Robert Kranjec |                |                |                | -               | 472,2          | -               | 486,6          | 958,8        | 8         |

## Sci alpino

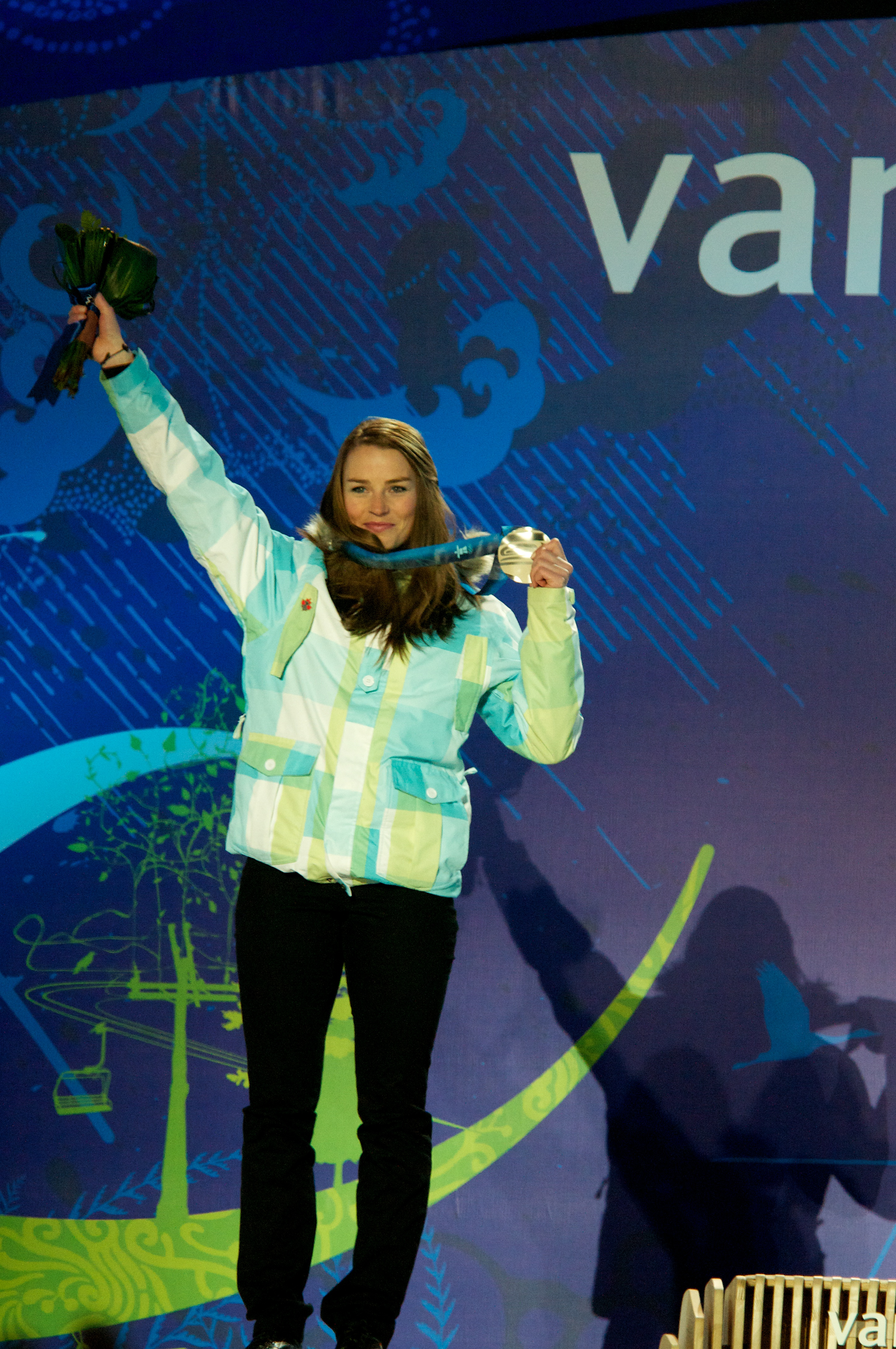
Tina Maze

| Gara           | Atleta         | 1° manche    | 2° manche    | Tempo totale | Posizione    |
| -------------- | -------------- | ------------ | ------------ | ------------ | ------------ |
| Slalom         | Mitja Dragšič  | non finito   |              |              |              |
| Slalom         | Matic Skube    | non finito   |              |              |              |
| Slalom         | Bernard Vajdič | non finito   |              |              |              |
| Slalom         | Mitja Valenčič | 48"22        | 52"13        | 1'40"35      | 6            |
| Gigante        | Aleš Gorza     | 1'17"95      | 1'21"26      | 2'39"21      | 10           |
| Gigante        | Janez Jazbec   | 1'18"92      | 1'21"04      | 2'39"96      | 19           |
| Gigante        | Andrej Križaj  | 1'20"48      | 1'23"74      | 2'44"22      | 33           |
| Gigante        | Andrej Šporn   | 1'19"19      | 1'21"86      | 2'41"05      | 25           |
| Super-g        | Aleš Gorza     | 1'31"07      | 1'31"07      | 1'31"07      | 11           |
| Super-g        | Andrej Jerman  | non finito   | non finito   | non finito   | non finito   |
| Super-g        | Andrej Križaj  | squalificato | squalificato | squalificato | squalificato |
| Super-g        | Andrej Šporn   | 1'31"58      | 1'31"58      | 1'31"58      | 18           |
| Discesa        | Andrej Jerman  | 1'56"35      | 1'56"35      | 1'56"35      | 28           |
| Discesa        | Andrej Križaj  | 1'57"72      | 1'57"72      | 1'57"72      | 37           |
| Discesa        | Rok Perko      | 1'55"26      | 1'55"26      | 1'55"26      | 14           |
| Discesa        | Andrej Šporn   | non finito   | non finito   | non finito   | non finito   |
| Supercombinata | Andrej Jerman  | 1'56"03      | 54"81        | 2'50"84      | 27           |
| Supercombinata | Andrej Križaj  | 1'56"48      | non finito   |              |              |
| Supercombinata | Andrej Šporn   | 1'54"56      | non finito   |              |              |

| Gara           | Atleta      | 1° manche  | 2° manche  | Tempo totale | Posizione  |
| -------------- | ----------- | ---------- | ---------- | ------------ | ---------- |
| Slalom         | Ana Drev    | non finito |            |              |            |
| Slalom         | Maruša Ferk | 53"20      | 53"83      | 1'47"03      | 23         |
| Slalom         | Tina Maze   | 52"28      | 52"81      | 1'45"09      | 9          |
| Gigante        | Ana Drev    | 1'17"63    | 1'11"20    | 2'28"83      | 19         |
| Gigante        | Tina Maze   | 1'15"39    | 1'11"76    | 2'27"15      |            |
| Super-g        | Maruša Ferk | non finito | non finito | non finito   | non finito |
| Super-g        | Tina Maze   | 1'20"63    | 1'20"63    | 1'20"63      |            |
| Discesa        | Maruša Ferk | 1'48"24    | 1'48"24    | 1'48"24      | 20         |
| Discesa        | Tina Maze   | 1'47"94    | 1'47"94    | 1'47"94      | 18         |
| Supercombinata | Maruša Ferk | 1'26"15    | 46"83      | 2'12"98      | 15         |
| Supercombinata | Tina Maze   | 1'25"97    | 44"56      | 2'10"53      | 5          |

## Sci di fondo
| Gara                   | Atleta                                                | Tempo d'arrivo | Posizione |
| ---------------------- | ----------------------------------------------------- | -------------- | --------- |
| 10 km a tecnica libera | Vesna Fabjan                                          | 26'51"6        | 33        |
| 10 km a tecnica libera | Barbara Jezeršek                                      | 27'17"3        | 41        |
| 15 km inseguimento     | Anja Erzen                                            | 48'22"9        | 60        |
| 15 km inseguimento     | Barbara Jezeršek                                      | 42'17"0        | 17        |
| Staffetta 4x5 km       | Anja Erzen Katja Višnar Vesna Fabjan Barbara Jezeršek | 59'47"5        | 15        |

| Gara              | Atleta                    | Qualificazioni | Qualificazioni | Quarti di finale | Quarti di finale | Semifinali | Semifinali | Finale | Finale    |
| Gara              | Atleta                    | Tempo          | Pos.           | Tempo            | Pos.             | Tempo      | Pos.       | Tempo  | Posizione |
| ----------------- | ------------------------- | -------------- | -------------- | ---------------- | ---------------- | ---------- | ---------- | ------ | --------- |
| Individuale       | Vesna Fabjan              | 3'48"40        | 21             | 3'43"7           | 5                |            |            |        |           |
| Individuale       | Petra Majdič              | 3'47"84        | 19             | 3'40"2           | 1                | 3'41"2     | 4          | 3'41"0 |           |
| Individuale       | Katja Višnar              | 3'44"10        | 7              | 3'43"5           | 4                |            |            |        |           |
| Sprint di squadra | Katja Višnar Vesna Fabjan |                |                |                  |                  | 18'58"9    | 5          |        |           |

## Skeleton
| Gara             | Atleta      | Manche 1 | Manche 2 | Manche 3 | Manche 4 | Totale | Posizione |
| ---------------- | ----------- | -------- | -------- | -------- | -------- | ------ | --------- |
| Singolo maschile | Anže Šetina | 54"50    | 54"35    | 53"75    | -        | -      | -         |

## Slittino
| Gara             | Atleta        | Manche 1 | Manche 2 | Manche 3 | Manche 4 | Totale   | Posizione |
| ---------------- | ------------- | -------- | -------- | -------- | -------- | -------- | --------- |
| Singolo maschile | Domen Pocieka | 49"340   | 49"457   | 49"587   | 49"362   | 3'17"746 | 27        |

## Snowboard
| Gara               | Atleta      | Qualificazioni | Qualificazioni | Semifinali | Semifinali | Finale    | Finale    |
| Gara               | Atleta      | Punteggio      | Pos.           | Punteggio  | Pos.       | Punteggio | Posizione |
| ------------------ | ----------- | -------------- | -------------- | ---------- | ---------- | --------- | --------- |
| Halfpipe femminile | Cilka Sadar | 26,8           | 18             | 30,1       | 11         |           |           |

| Gara                        | Atleta           | Qualificazioni | Qualificazioni | Ottavi     | Ottavi | Quarti      | Quarti | Semifinale | Semifinale | Finale | Finale |
| --------------------------- | ---------------- | -------------- | -------------- | ---------- | ------ | ----------- | ------ | ---------- | ---------- | ------ | ------ |
| Gigante parallelo maschile  | Rok Flander      | 1'18"64        | 15             | R. Flander |        | R. Flander  | +7"02  |            |            |        | 8      |
| Gigante parallelo maschile  | Rok Flander      | 1'18"64        | 15             | S. Dufour  | +1"65  | J. Anderson |        |            |            |        | 8      |
| Gigante parallelo maschile  | Žan Kožir        | 1'18"31        | 12             | Ž. Kožir   |        | Ž. Kožir    | DSQ    |            |            |        | 6      |
| Gigante parallelo maschile  | Žan Kožir        | 1'18"31        | 12             | M. Morison | DSQ    | B. Karl     |        |            |            |        | 6      |
| Gigante parallelo maschile  | Rok Marguč       | 1'21"09        | 23             |            |        |             |        |            |            |        |        |
| Gigante parallelo maschile  | Izidor Šušteršič | 1'22"01        | 25             |            |        |             |        |            |            |        |        |
| Gigante parallelo femminile | Glorija Kotnik   | 1'32"11        | 27             |            |        |             |        |            |            |        |        |

| Gara                     | Atleta    | Qualificazioni | Qualificazioni | Ottavi | Quarti | Semifinali | Finale |
| ------------------------ | --------- | -------------- | -------------- | ------ | ------ | ---------- | ------ |
| Snowboard cross maschile | Rok Rogel | 1'23"37        | 22             | 4      |        |            |        |